# آبسال
آبسال، شرکت لوازم خانگی ایرانی است، که در زمینه تولید و توزیع کولرهای آبی، بخاری‌های گازسوز، اجاق گاز، ماشین‌های ظرف‌شویی و لباسشویی فعالیت می‌کند.
شرکت آبسال در سال ۱۹۵۶ میلادی، تأسیس شد و تا سال ۱۹۸۳ تحت نام یونیورسال پی‌ال‌سی شناخته می‌شد، سپس به آبسال تغییر نام داد. شرکت آبسال هم‌اکنون مالک شبکه‌ای از ۳۴۸ شعبه در سراسر ایران می‌باشد، که از طریق آن کالاها و خدمات پس از فروش خود را عرضه می‌دارد.
بخشی از از سهام شرکت آبسال در بورس اوراق بهادار تهران مبادله می‌شود. دفتر مرکزی این شرکت در تهران قرار دارد.

## برند آبسال
برند آبسال در سال ۱۳۹۲ در دهمین جشنواره ملی قهرمانان صنعت ایران به عنوان یکی از ۱۰۰ برند برتر ایران شناخته شد.
شرکت آبسال در سال ۱۳۳۵ با نام " شرکت اونیورسال " (سهامی خاص) در شمال شرقی تهران تأسیس گردید و تا سال ۱۳۴۳ با تولید محصولاتی نظیر بشقاب، کاسه، متریال قوری و … به فعالیت خود ادامه داد.
سپس از سال ۱۳۴۳ با تولید اجاق گاز رومیزی، اجاق گاز فر دار، انواع بخاریهای گازسوز و نفت سوز و آبگرمکن گازی به جرگه تولیدکنندگان لوازم خانگی پیوست.
به دنبال رشد کیفی و کمی شرکت و افزایش مداوم سرمایه و تولیدات نام شرکت در سال ۱۳۴۵ به اونیورسال (سهامی خاص) و در سال ۱۳۵۵ به اونیورسال (سهامی عام) و در سال ۱۳۶۲ به آبسال (سهامی عام) تغییر یافت.